# Bryan Watson
Pour les articles homonymes, voir Watson.
Bryan Joseph Watson, né le 14 novembre 1942 à Bancroft en Ontario et mort le 8 juillet 2021 à Saint Michaels (Maryland), est un joueur professionnel canadien de hockey sur glace,.

## Histoire

### Ses débuts
Watson a grandi dans la petite ville de Bancroft en Ontario et son père a très vite considéré que le talent de son fils ne pourrait pas s'épanouir tant qu'il n'irait pas vivre - et jouer - dans une ville plus grande. Ainsi, à l'âge de 13 ans, il va vivre chez ses grands-parents à Peterborough.[réf. nécessaire]
Il rejoint ainsi l'équipe des Petes de Peterborough de la Ligue de hockey de l'Ontario  où il joue de 1960 à 1963. Il passe ensuite professionnel et commence une carrière de joueur sous de très nombreuses couleurs (15 changements en 16 saisons).
En 1966 au cours d'un match de série contre les Black Hawks de Chicago, il évoluait en tant que Red Wings, il fut chargé de suivre comme une ombre Bobby Hull, ce qui eut pour conséquence d'énerver le talentueux ailier mais celui-ci ne marque néanmoins qu'un seul but.[réf. nécessaire]
Watson a passé la majeure partie de ces seize années à faire l'aller-retour entre les équipes de la ligue majeure et les équipes de ligues mineures.
Jusqu'en 1969, il a joué en LNH pour les Canadiens de Montréal, les Red Wings de Détroit et les Seals d'Oakland.

### Chez les Penguins de Pittsburgh
En 1969, les Penguins de Pittsburgh font venir Watson qui trouve alors enfin une franchise où il reste pour 5 ans.
En 1974, il rejoint les Blues de Saint-Louis pour un court passage avant de retourner à Détroit où il joue deux saisons et demie avant de partir dans son dernier club de LNH : les Capitals de Washington.

### Fin de carrière
Watson finit sa collaboration avec le hockey en devenant un assistant de l'entraîneur des Oilers d'Edmonton pour une saison en 1980-1981.

## Statistiques
| Saison     | Équipe                   | Ligue      |     | Saison régulière | Saison régulière | Saison régulière | Saison régulière | Saison régulière |   | Séries éliminatoires | Séries éliminatoires | Séries éliminatoires | Séries éliminatoires | Séries éliminatoires |
| Saison     | Équipe                   | Ligue      | PJ  | B                | A                | Pts              | Pun              | PJ               | B | A                    | Pts                  | Pun                  |                      |                      |
| 1962-1963  | Canadiens de Hull-Ottawa | EPHL       |     |                  |                  |                  | --               | 3                | 1 | 1                    | 2                    | 0                    |                      |                      |
| 1963-1964  | Knights d'Omaha          | CPHL       | 9   | 1                | 1                | 2                | 12               |                  |   |                      |                      |                      |                      |                      |
| 1963-1964  | Canadiens de Montréal    | LNH        | 39  | 0                | 2                | 2                | 18               | 6                | 0 | 0                    | 0                    | 2                    |                      |                      |
| 1964-1965  | As de Québec             | LAH        | 64  | 1                | 16               | 17               | 186              | 5                | 0 | 0                    | 0                    | 35                   |                      |                      |
| 1964-1965  | Canadiens de Montréal    | LNH        | 5   | 0                | 1                | 1                | 7                |                  |   |                      |                      |                      |                      |                      |
| 1965-1966  | Red Wings de Détroit     | LNH        | 70  | 2                | 7                | 9                | 133              | 12               | 2 | 0                    | 2                    | 30                   |                      |                      |
| 1966-1967  | Wings de Memphis         | CPHL       | 16  | 1                | 3                | 4                | 76               |                  |   |                      |                      |                      |                      |                      |
| 1966-1967  | Red Wings de Détroit     | LNH        | 48  | 0                | 1                | 1                | 66               |                  |   |                      |                      |                      |                      |                      |
| 1967-1968  | Apollos de Houston       | CPHL       | 50  | 2                | 37               | 39               | 293              |                  |   |                      |                      |                      |                      |                      |
| 1967-1968  | Barons de Cleveland      | LAH        | 12  | 2                | 4                | 6                | 22               |                  |   |                      |                      |                      |                      |                      |
| 1967-1968  | Canadiens de Montréal    | LNH        | 12  | 0                | 1                | 1                | 9                |                  |   |                      |                      |                      |                      |                      |
| 1968-1969  | Seals d'Oakland          | LNH        | 50  | 2                | 3                | 5                | 97               |                  |   |                      |                      |                      |                      |                      |
| 1968-1969  | Penguins de Pittsburgh   | LNH        | 18  | 0                | 4                | 4                | 35               |                  |   |                      |                      |                      |                      |                      |
| 1969-1970  | Clippers de Baltimore    | LAH        | 5   | 1                | 2                | 3                | 8                |                  |   |                      |                      |                      |                      |                      |
| 1969-1970  | Penguins de Pittsburgh   | LNH        | 61  | 1                | 9                | 10               | 189              | 10               | 0 | 0                    | 0                    | 17                   |                      |                      |
| 1970-1971  | Penguins de Pittsburgh   | LNH        | 43  | 2                | 6                | 8                | 119              |                  |   |                      |                      |                      |                      |                      |
| 1971-1972  | Penguins de Pittsburgh   | LNH        | 75  | 3                | 17               | 20               | 212              | 4                | 0 | 0                    | 0                    | 21                   |                      |                      |
| 1972-1973  | Penguins de Pittsburgh   | LNH        | 69  | 1                | 17               | 18               | 179              |                  |   |                      |                      |                      |                      |                      |
| 1973-1974  | Penguins de Pittsburgh   | LNH        | 38  | 1                | 4                | 5                | 137              |                  |   |                      |                      |                      |                      |                      |
| 1973-1974  | Blues de Saint-Louis     | LNH        | 11  | 0                | 1                | 1                | 19               |                  |   |                      |                      |                      |                      |                      |
| 1973-1974  | Red Wings de Détroit     | LNH        | 21  | 0                | 4                | 4                | 99               |                  |   |                      |                      |                      |                      |                      |
| 1974-1975  | Red Wings de Détroit     | LNH        | 70  | 1                | 13               | 14               | 238              |                  |   |                      |                      |                      |                      |                      |
| 1975-1976  | Red Wings de Détroit     | LNH        | 79  | 0                | 18               | 18               | 322              |                  |   |                      |                      |                      |                      |                      |
| 1976-1977  | Red Wings de Détroit     | LNH        | 14  | 0                | 1                | 1                | 39               |                  |   |                      |                      |                      |                      |                      |
| 1976-1977  | Capitals de Washington   | LNH        | 56  | 1                | 14               | 15               | 91               |                  |   |                      |                      |                      |                      |                      |
| 1977-1978  | Capitals de Washington   | LNH        | 79  | 3                | 11               | 14               | 167              |                  |   |                      |                      |                      |                      |                      |
| 1978-1979  | Capitals de Washington   | LNH        | 20  | 0                | 1                | 1                | 36               |                  |   |                      |                      |                      |                      |                      |
| 1978-1979  | Stingers de Cincinnati   | AMH        | 21  | 0                | 2                | 2                | 56               | 3                | 0 | 1                    | 1                    | 2                    |                      |                      |
| Totaux LNH | Totaux LNH               | Totaux LNH | 878 | 17               | 135              | 52               | 2 212            | 32               | 2 | 0                    | 2                    | 7                    |                      |                      |